# Stuttgarter Hofbräu

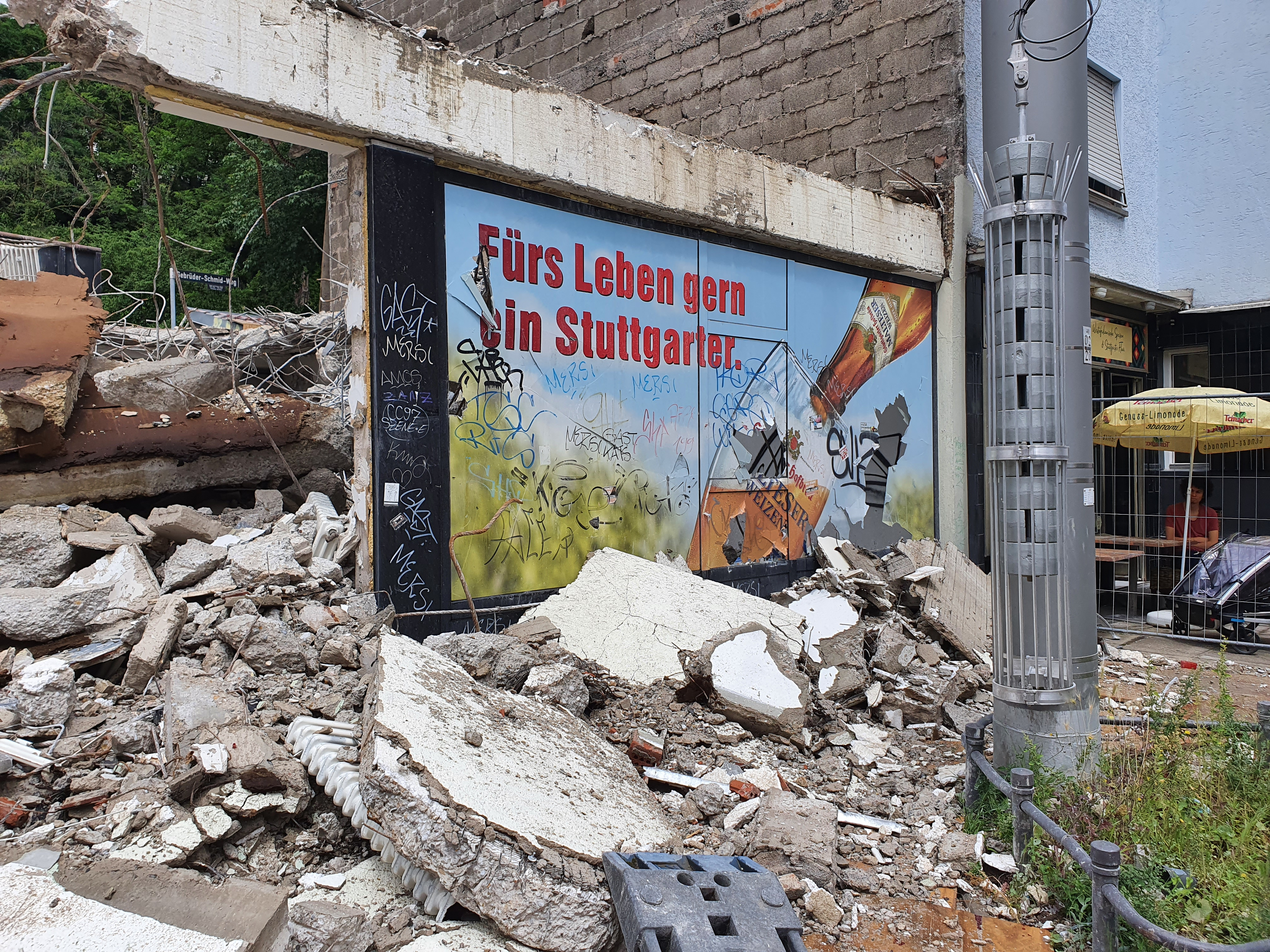
Abriss der alten Hofbräu-Verwaltungszentrale (2020)

Die Stuttgarter Hofbräu ist eine Brauerei in Stuttgart, die seit 2004 zur Radeberger Gruppe gehört.

## Geschichte
1591 wurde im Testament des Grafen Eitel Friedrich von Hohenzollern-Hechingen erwähnt, dass die Mönche des Klosters St. Luzen bei Hechingen aufgrund ihrer Arbeit Bier haben konnten. 1608 lieferten diese Mönche erstmals Bier an den fürstlichen Hof. 1850 ging der Besitz der Klosteranlage inklusive Brauerei an die Sigmaringer Hohenzollern über.
Die Hohenzollern verkauften die Brauerei 1872 an die Brauerei Englischer Garten, die 1866 im Norden Stuttgarts durch den Wirt Georg Munz gegründet wurde. Zum Englischen Garten war zu diesem Zeitpunkt die größte Brauerei Stuttgarts und befand sich im späteren Milchhof, nahe der heute noch gleichnamigen Stadtbahnstation.
Nach der Übernahme und Vereinigung der Bierbrauereien St. Luzen und Englischer Garten trug das Brauereiunternehmen nun den Namen Württembergisch-Hohenzollersche Brauereigesellschaft. Diese war ab 10. September 1883 offizieller Lieferant des württembergischen Königshofs, König Karl von Württemberg verlieh ihr den Titel „Hoflieferant“. Das Firmenzeichen zeigt deshalb das Wappen Württembergs, und noch heute leitet sich aus dieser fürstlichen Verbindung die Berechtigung für die weitere Nutzung des Präfix Hof im Firmennamen ab. 1935 erfolgte die Umbenennung in Stuttgarter Hofbräu.
Die heutige Braustätte in der Böblinger Straße 132 hat ihre Ursprünge in der Brauerei zur Traube in Heslach, die seit etwa 1866 bestand. Sie befand sich zuletzt im Besitz von Bernhard Rettenmeyer und wurde mit der Tivoli Brauerei AG in der Breitscheidstraße zur Brauereigesellschaft Rettenmeyer-Tivoli AG zusammengeschlossen. Ende der 1920er Jahre ging das Unternehmen in den Besitz der Württembergisch-Hohenzollerschen Brauereigesellschaft über. In der Böblinger Straße 104 waren Verwaltung und Vertrieb untergebracht, 2016 wurde der Gebäudekomplex an Aldi veräußert und 2020 abgerissen.
1981 lag der Bierausstoß erstmals bei über einer Million Hektoliter. Zum 1. Januar 2004 übernahm die Radeberger-Gruppe, ein Geschäftsbereich der Oetker-Gruppe, 49 Prozent der Geschäftsanteile. Seit dem 1. Januar 2010 gehört Stuttgarter Hofbräu vollständig zur Radeberger Gruppe KG.

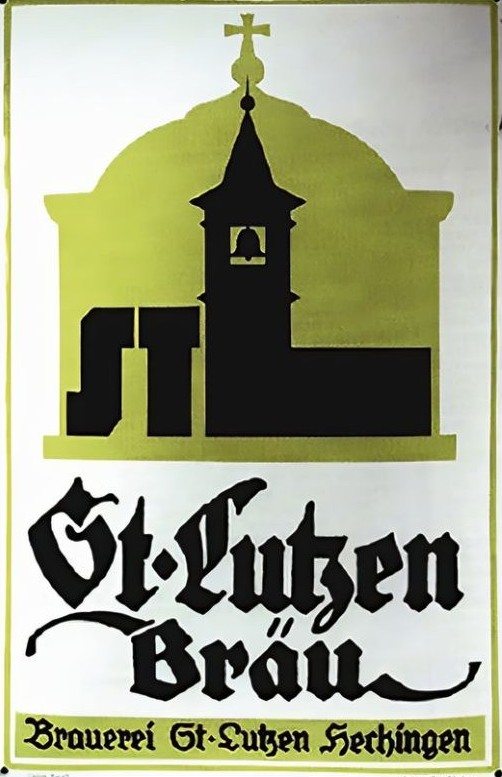
Email von St. Lutzen Bräu mit der Hechinger Stiftskirche
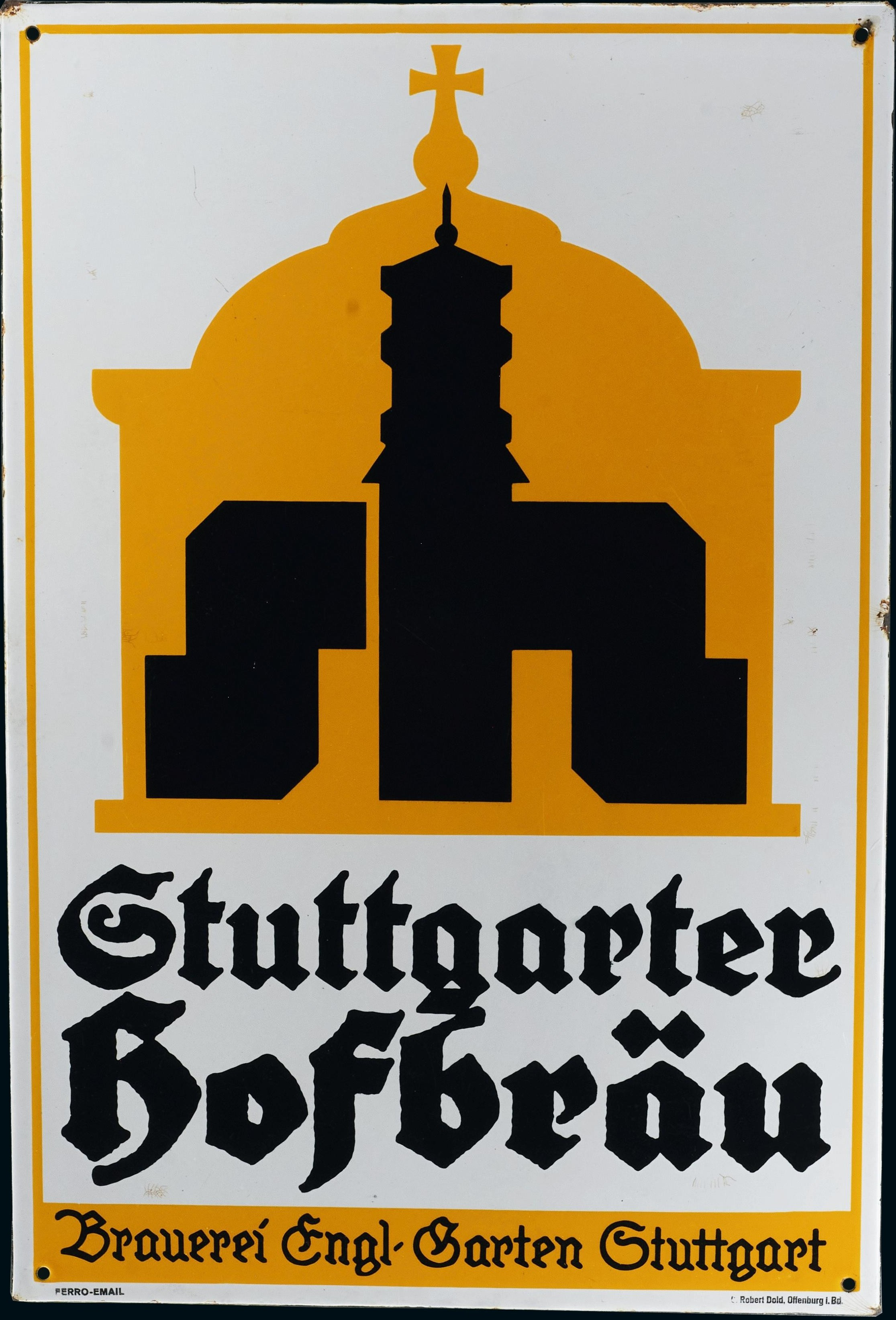
Email von Stuttgarter Hofbräu mit der Stuttgarter Stiftskirche

### Übernahmen
Übernahmen durch die Württembergisch-Hohenzollersche Brauereigesellschaft (1872–1935):
- Brauerei Georg Marquardt in Tübingen (1887–1925)[12]
- Brauerei zur Sonne in Kirchheim unter Teck (1875–1926)[13]
- Brauereigesellschaft Rettenmeyer-Tivoli AG (1923–1929)[9][7][14]
- Elsässersche Brauerei in Bad Friedrichshall (1905–1930)[15]

Übernahmen durch die Stuttgarter Hofbräu AG:
- Lammbrauerei Kienle in Magstadt (1865–1971)[16]
- Gambrinus-Brauerei in Villingen-Schwenningen (1890–1973)[17]
- Brauerei Schorle in Odenheim (1860–1973)[18]
- Dreikönigsbrauerei Carl Linder in Schwäbisch-Hall (1875–1973)[19]
- Waldhornbrauerei Carl Endriß in Plochingen (1869–1976)[20]
- Lammbrauerei Speidel in Hohenstein (1832–1977)[21]
- Waldhornbrauerei Ernst Hagen in Spaichingen (1808–1981)[22]
- Schwieberdinger Lammbrauerei (1812–1982)[23]

Von etwa 1993 bis 2018 war Stuttgarter Hofbräu Hauptaktionär der Brauerei Moninger AG, ab 2010 Besitzer von Hatz-Moninger Brauhaus.

Briefkopf der Württembergisch-Hohenzollernschen Brauerei-Gesellschaft mit Ansicht der Produktionsstandorte in Stuttgart und Hechingen, 1906
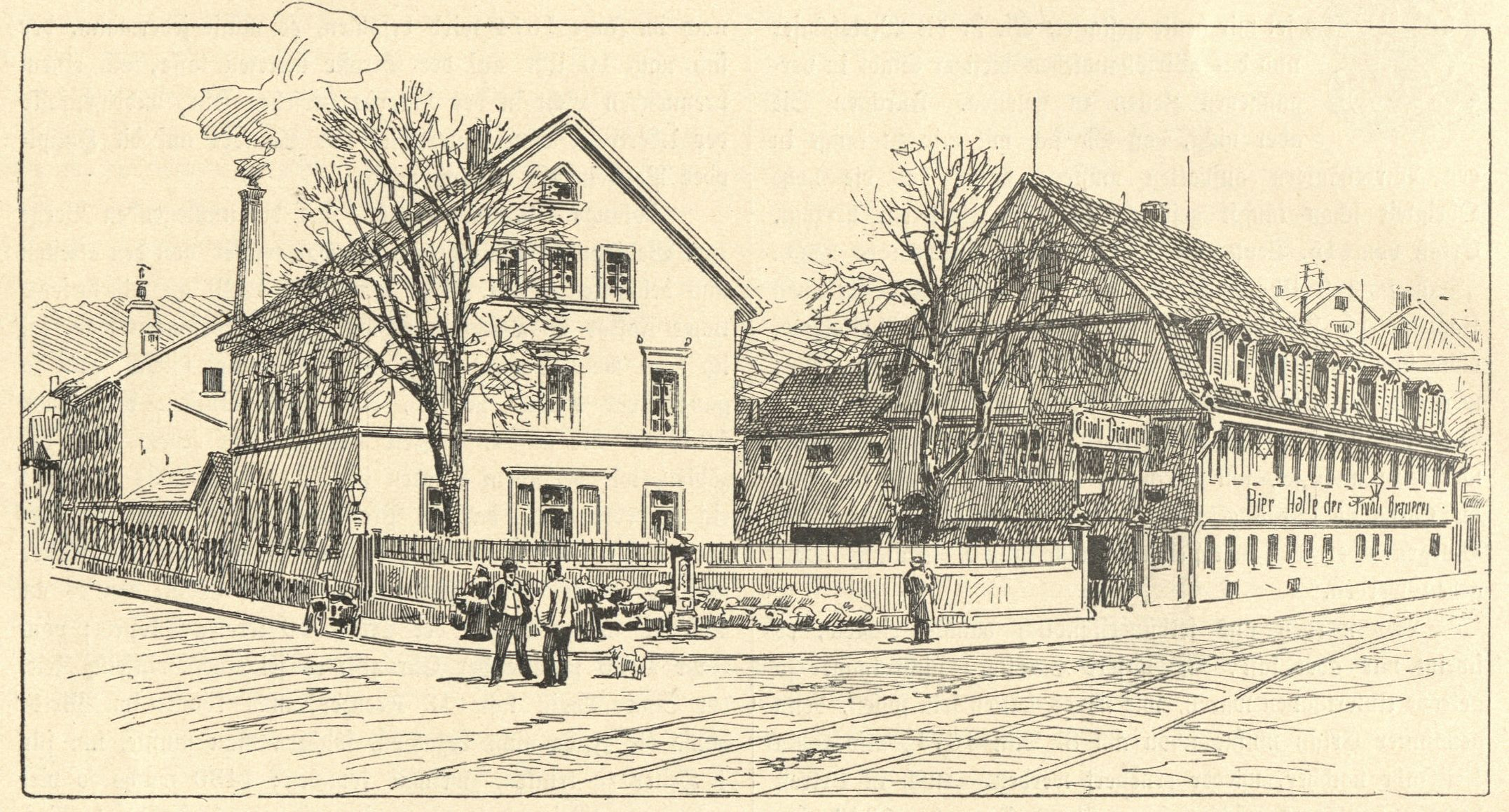
Denningersche Brauerei unter Franz Bardili, Ecke Tübinger Straße/Christophstraße im Jahr 1889. Aufgegangen in der Tivoli Brauerei.

## Biersorten
Stuttgarter Hofbräu braut und füllt Pilsner, Export, Weizenbier, Kellerbier, Radler und alkoholfreies Bier ab. Saisonal werden Biere auch als Frühlingsfest-Bier, Volksfest-Bier und Weihnachts-Bier vermarktet.
Von 2002 bis 2021 braute Stuttgarter Hofbräu vier Weizenbiersorten (Hell, Dunkel, Kristall und Alkoholfrei) unter der Bezeichnung Malteser Weizen nach dem Rezept der 1993 geschlossenen Malteserbrauerei aus Amberg. Lizenzrezept und Markenrechte lagen bei der Regensburger Brauerei Bischofshof. Seit 2021 braut Stuttgarter Hofbräu sein Weizenbier wieder unter eigenem Markennamen.

## Wasenzelt

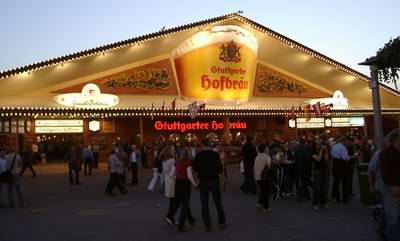
Hofbräu-Zelt von Festwirt Hans-Peter Grandl auf dem Cannstatter Wasen

Stuttgarter Hofbräu stellt jährlich eines der vier großen Brauereizelte auf dem Cannstatter Wasen, dem zweitgrößten Volksfest in Deutschland. 1999–2024 war dies das Festzelt von Hans-Peter Grandl, ab 2025 übernahm der Festwirt Marcel Benz. Auch im gegenüberliegenden Festzelt Wasenwirt wird Stuttgarter Hofbräu ausgeschenkt und seit 2017 ebenfalls im Festzelt der Wasenwirtin Sonja Merz.

Seit 2002 veranstaltet Stuttgarter Hofbräu die Wahl der württembergischen Bierkönigin und ihrer beiden Prinzessinnen. Die Entscheidung fällt jedes zweite Jahr Anfang Oktober im Hofbräu-Festzelt.